# Kazimierz Małecki
Kazimierz Małecki (ur. 2 marca 1952 w Ciechanowie, zm. 22 października 2021 w Warszawie) – polski prawnik i urzędnik państwowy, minister w URM i administracji prezydenckiej, prezes zarządu Krajowej Izby Rozliczeniowej (2007–2016).

## Życiorys
Syn Jana i Zofii. Ukończył studia na Wydziale Prawa i Administracji Uniwersytetu Warszawskiego. Uzyskał uprawnienia radcy prawnego.
Od 1978 był urzędnikiem Kancelarii Sejmu, od 1985 do 1987 pełnił funkcję dyrektora biura prawnego. Następnie obejmował stanowisko podsekretarza stanu w Urzędzie Rady Ministrów, od 1988 będąc jednocześnie sekretarzem Rady Ministrów. 1 grudnia 1989 prezydent Wojciech Jaruzelski powołał go na zastępcę szefa Kancelarii Prezydenta PRL (przekształconej następnie w Kancelarię Prezydenta RP). Odwołany w styczniu 1991, objął następnie funkcję sekretarza stanu w URM w gabinecie Jana Krzysztofa Bieleckiego. Z administracji rządowej odszedł w 1993, przechodząc do sektora bankowego. Był wiceprezesem zarządu Polskiego Banku Inwestycyjnego oraz Powszechnego Banku Kredytowego. W 2002 był kuratorem PKO BP, następnie do 2006 wiceprezesem zarządu tego banku. W 2007 został prezesem zarządu Krajowej Izby Rozliczeniowej, instytucji działającej w formie spółki akcyjnej i pośredniczącej w rozliczeniach między bankami. Pełnił tę funkcję do 2016.
Został pochowany na cmentarzu Powązkowskim w Warszawie.

## Odznaczenia
Odznaczony Krzyżem Oficerskim (2005) i Komandorskim (2012) Orderu Odrodzenia Polski.